# Theretra alecto
Theretra alecto és una espècie de lepidòpter ditrisi de la família dels esfíngids (Sphingidae) que viu des del sud-est d'Europa fins al sud-est asiàtic.

## Distribució
S'estén des del sud-est d'Europa (Bulgària, Grècia…) fins al sud-est asiàtic (Filipines, Indonèsia…) passant per Iran, Afganistan, Pakistan i l'Índia, entre altres països.

## Descripció

### Adult
Envergadura alar d'entre 80 i 100 mm. Es caracteritza per la seva coloració marró vermellosa, amb potes, antenes i una franja que envolta els costats del tòrax blanca. Ales anteriors amb tonalitats més clares i una línia més fosca post-discal que acaba a la punta de l'ala. Ales posteriors vermelles rosades amb una taca negra basal.

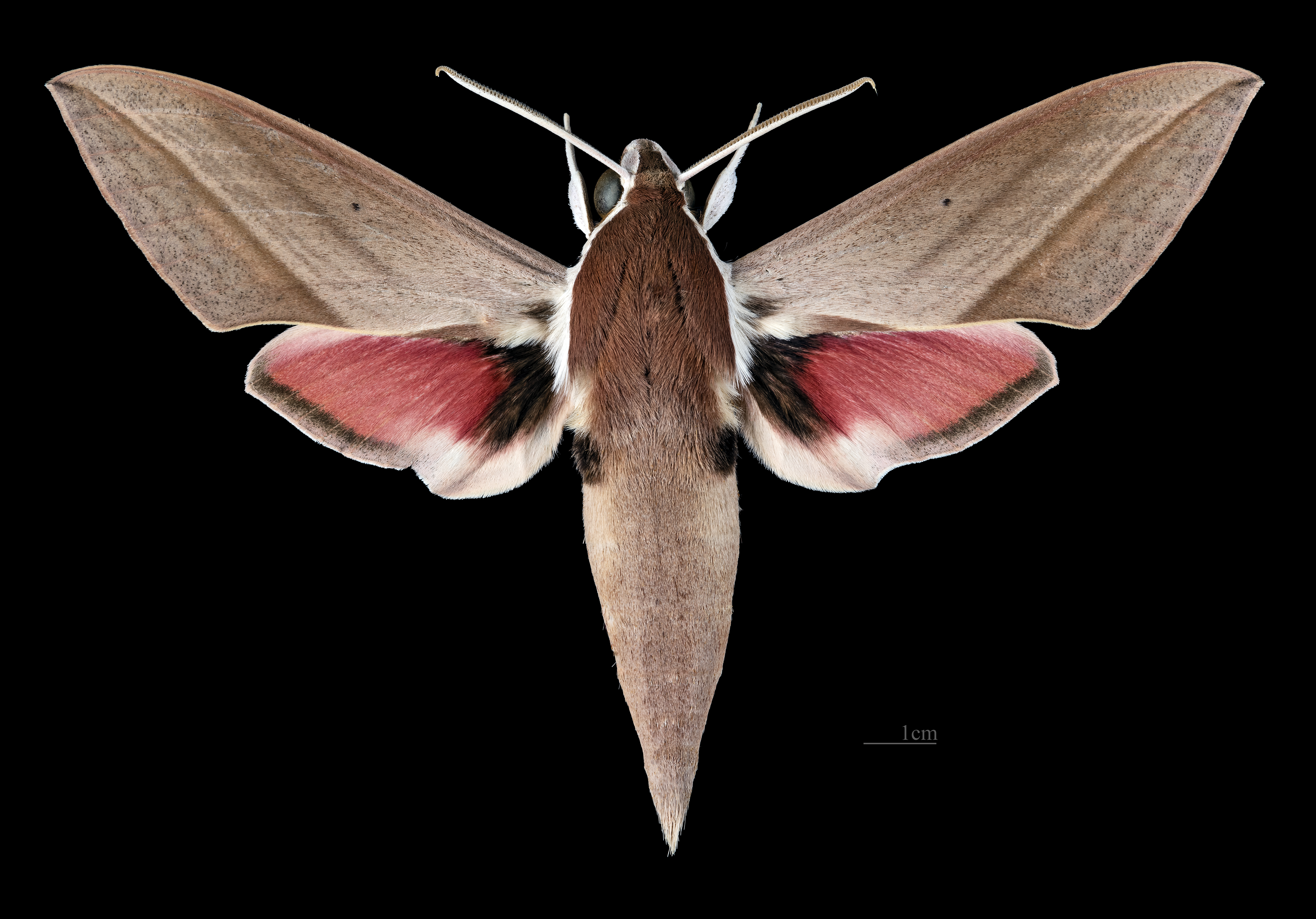
♂ Theretra alecto
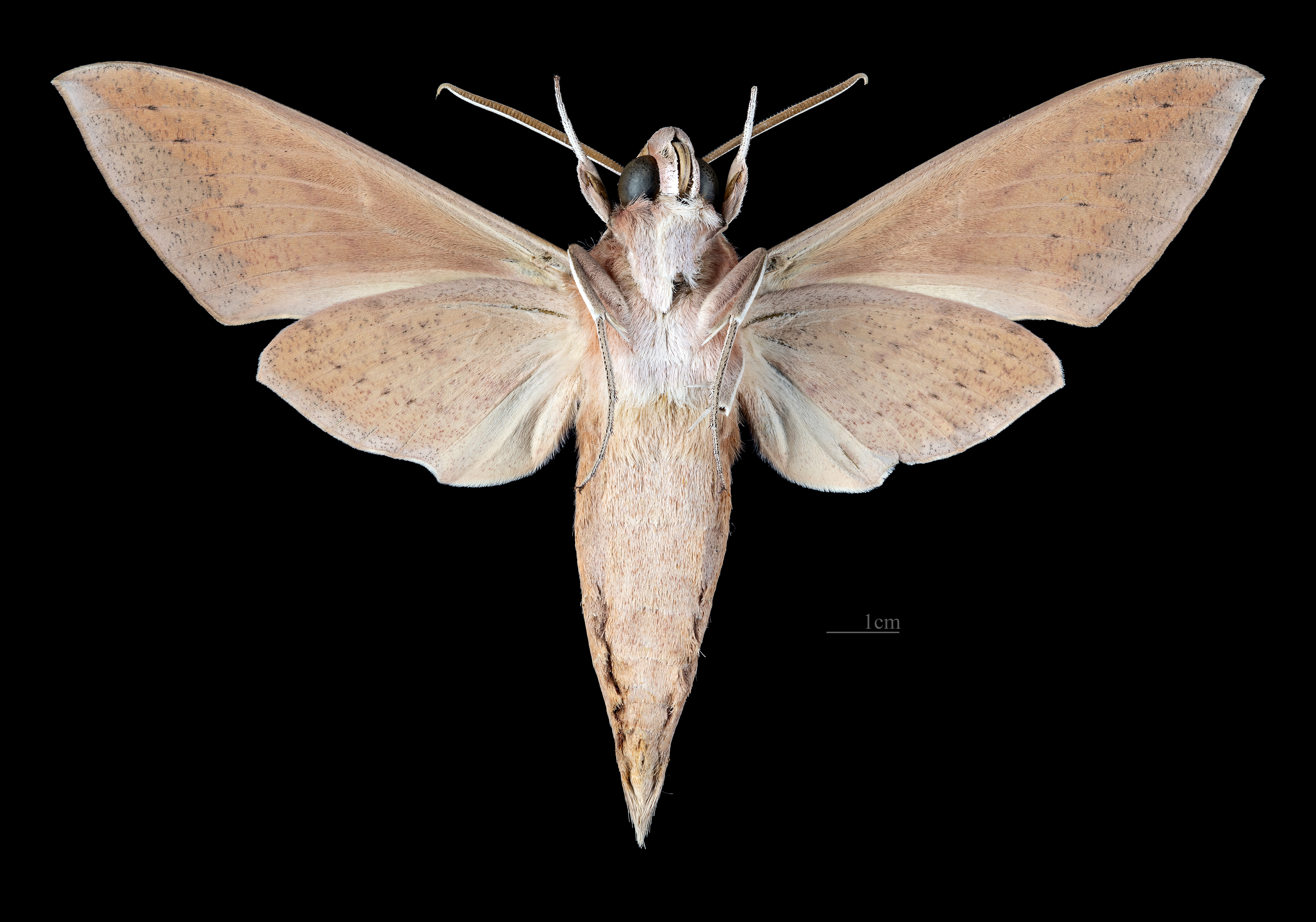
♂ △ Theretra alecto
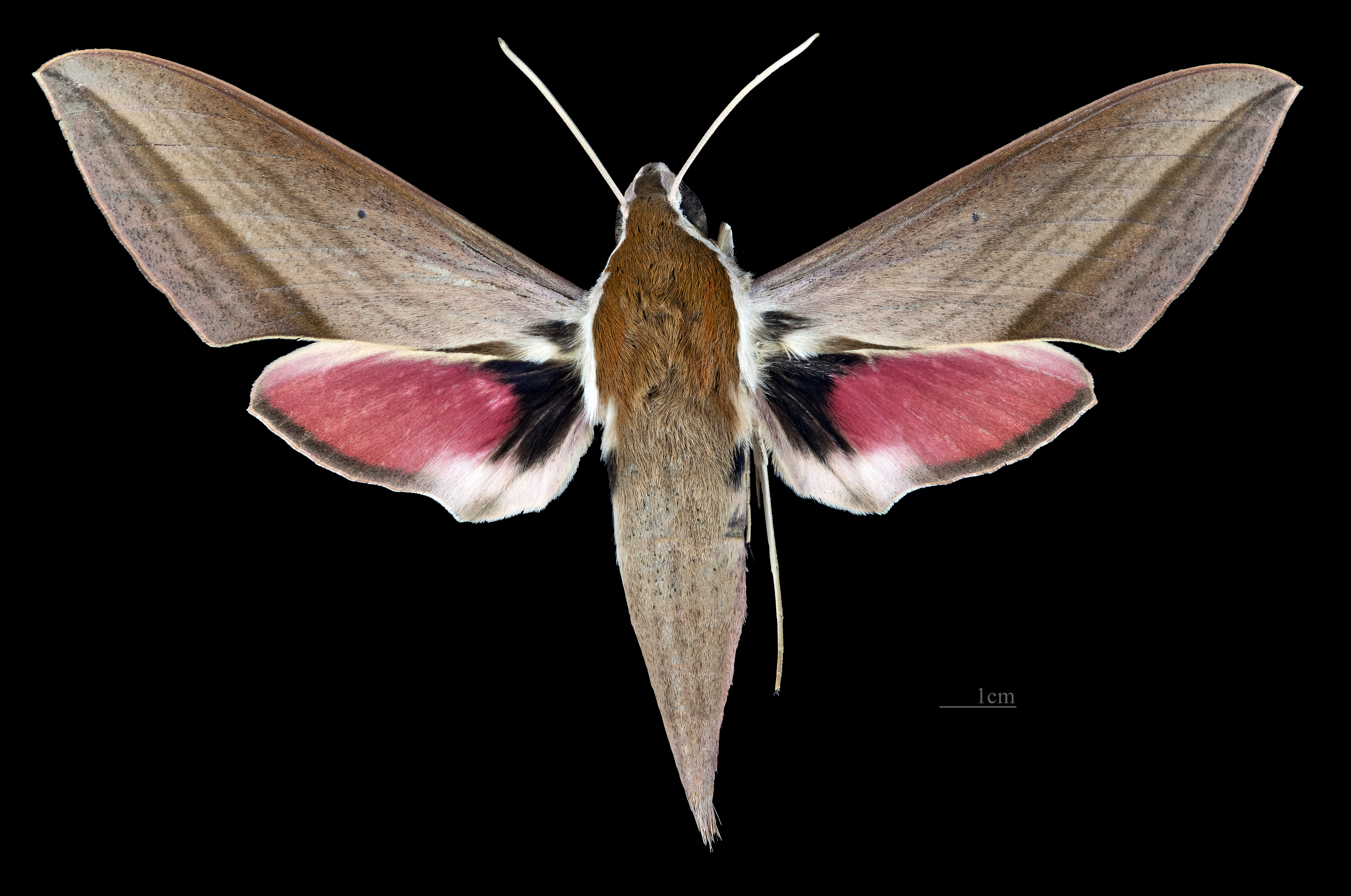
♀ Theretra alecto'
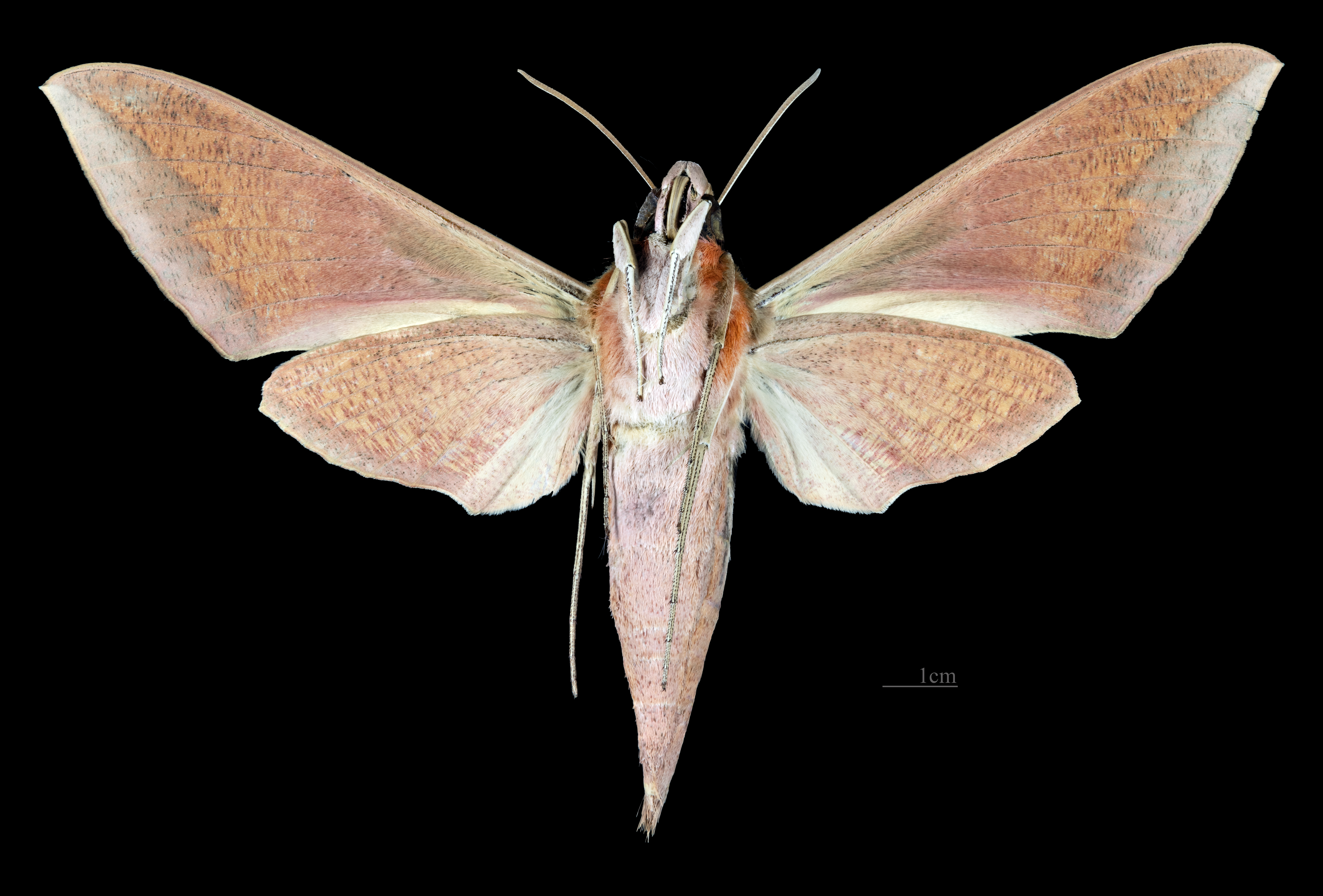
♀ △ Theretra alecto
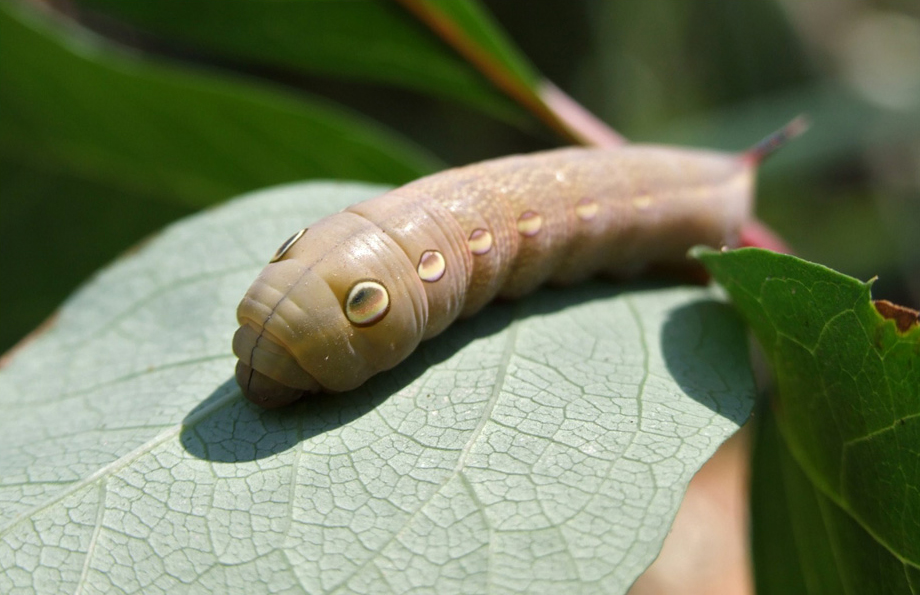
Eruga

### Eruga
Pot arribar fins als 110 mm. Presenta dues formes que segueixen els mateixos patrons de formes, l'una verda i l'altra marró. Es caracteritzen per les dues línies dorsals puntejades d'ocels, més clars el primer parell, que es van diluint. Cua petita i rosada.

## Hàbitat
Es pot trobar fins als 1200 metres d'altitud. Visita camps de vinya, principal planta nutrícia de l'eruga, i jardins, d'on també obté una font de nèctar. L'eruga prefereix alimentar-se de Vitis i Parthenocissus, tot i que també pot fer-ho de Rubia, Gossypium i Leea.

## Període de vol
Vola en tres generacions, la primera durant abril-maig, la segona juny-juliol i la tercera agost-setembre. En algunes zones també es poden trobar exemplars durant l'octubre i el novembre.

## Comportament
Cada femella pon entre 150 i 250 ous. Les erugues poden ser parasitades pels icneumònids Hyposoter didymator i Mesochorus discitergus